# Suits
Suits és una sèrie de televisió estatunidenca creada i escrita per Aaron Korsh. La sèrie es va estrenar el 23 de juny de 2011 al canal per cable USA i era produïda per Universal Cable. Suits està ambientada en un despatx d'advocats fictici situat a Manhattan (Nova York). L'argument segueix els esdeveniments que succeeixen al duo format per Mike Ross (Patrick J. Adams), qui treballa inicialment com associat de Harvey Specter (Gabriel Macht), tot i que mai va estudiar en una facultat de dret, i el mateix Specter. La sèrie se centra en com Harvey i Mike aconsegueixen tancar els diferents casos tot mantenint el secret de Mike.
Suits ha estat nominada a diversos premis des del 2012, amb Gina Torres i Patrick J. Adams aconseguint premis individuals pels seus papers de Jessica Pearson i Mike Ross, respectivament. El premi més important que ha guanyat Torres pel seu paper com a actriu secundària, va ser el de millor interpretació en sèries de televisió que va aconseguir en els premis Impact NHMC de 2013. Adams va ser nominat a la millor interpretació als Screen Actors Guild Awards, i la sèrie ser nominada en dues ocasions als People's Choice Awards.
L'agost de 2016, la sèrie va ser renovada per una setena temporada de 16 episodis, que es va estrenar el 12 de juliol de 2017.

## Repartiment

### Principal
- Gabriel Macht com Harvey Specter
- Patrick J. Adams com Mike Ross
- Rick Hoffman com Louis Litt

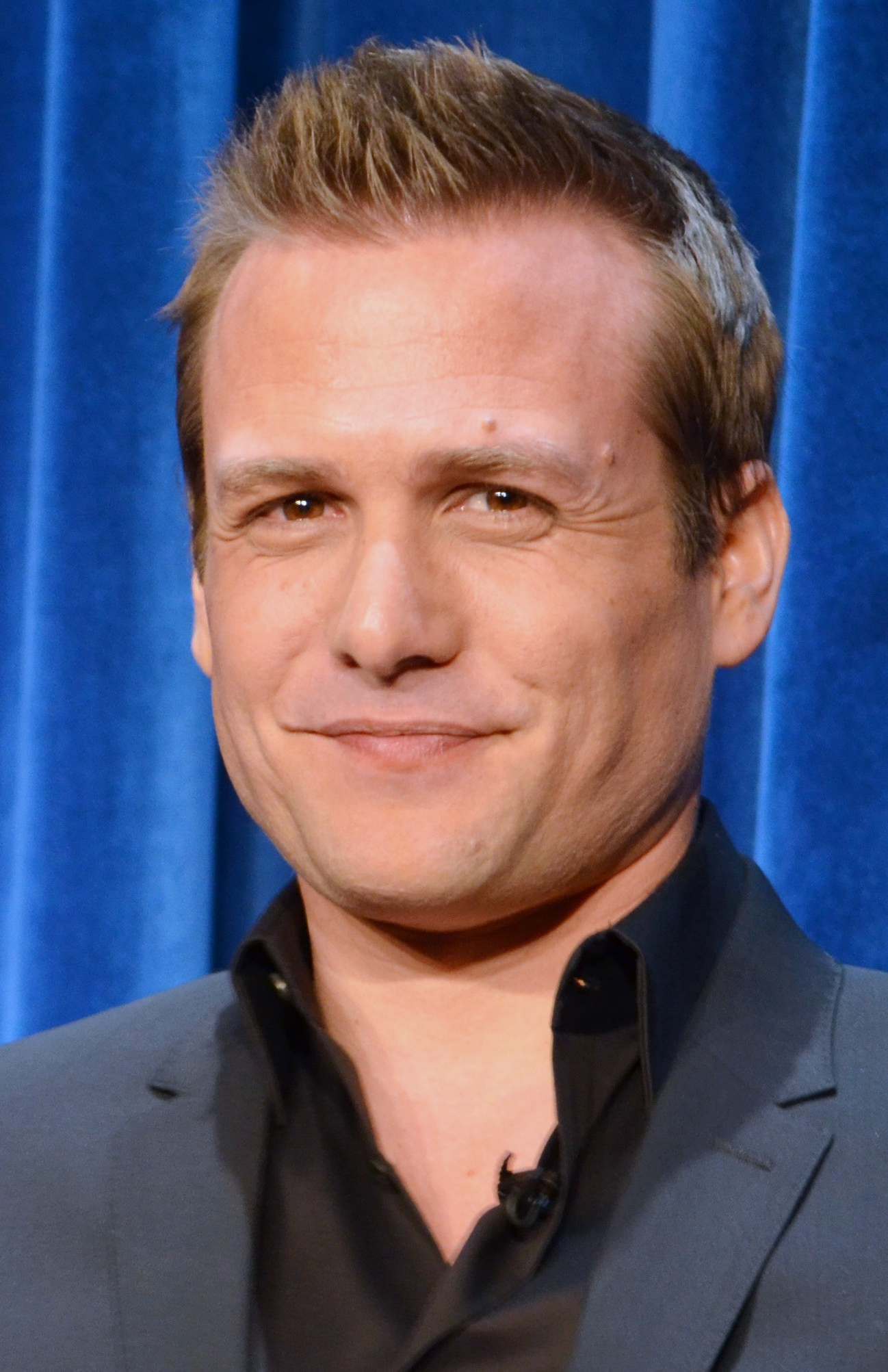
Gabriel Macht en una jornada promocional de Suits

- Meghan Markle com Rachel Zane (1–7)[5]
- Sarah Rafferty com Donna Paulsen
- Gina Torres com Jessica Pearson

### Recurrent
- Rebecca Schull com Edith Ross
- David Costabile com Daniel Hardman
- Amanda Schull com Katrina Bennett
- Max Topplin com Harold Gunderson
- Pooch Hall com Jimmy Kirkwood
- David Reale com Benjamin
- Abigail Spencer com Dana «Scottie» Scott
- Tom Lipinski com Trevor Evans:
- Vanessa Ray com Jenny Griffith
- Eric Close com Travis Tanner
- Gary Cole com Cameron Dennis
- Conleth Hill com Edward Darby
- Adam Godley com Nigel Nesbitt
- Max Beesley com Stephen Huntley
- Rachael Harris com Sheila Sazs
- Diane Neal com Allison Holt
- Wendell Pierce com Robert Zane
- Michelle Fairley com Ava Hessington
- Brandon Firla com Jonathan Sidwell
- Željko Ivanek com Eric Woodall
- Eric Roberts com Charles Forstman
- D. B. Woodside com Jeff Malone
- Brendan Hines com Logan Sanders
- Neal McDonough com Sean Cahill
- Christina Cole com Dr. Paula Agard
- Aloma Wright com Gretchen Bodinski
- John Pyper-Ferguson com Jack Soloff
- Billy Miller com Marcus Specter
- Leslie Hope com Anita Gibbs
- Farid Yazdani com David Green
- Paul Schulze com Frank Gallo
- Erik Palladino com Kevin Miller
- Malcolm-Jamal Warner com Julius Rowe
- Glenn Plummer com Leonard Bailey
- Ian Reed Kesler com Stu Buzzini
- Alan Rosenberg com William Sutter
- Carly Pope com Tara Messer
- Peter Cambor com Nathan
- Jordan Johnson-Hinds com Oliver Grady
- Dulé Hill com Alex Williams
- Jake Epstein com Brian Altman
- Ray Proscia com Dr. Lipschitz